# Euxoa aurantiaca
Euxoa aurantiaca là một loài bướm đêm trong họ Noctuidae.